# جواد عزتی
محمدجواد عزتی (زادهٔ ۲۰ دی ۱۳۶۰) بازیگر ایرانی است. او بابت نقش‌های کمدی و دراماتیکش مشهور است و یکی از پول‌سازترین بازیگران ایرانی به‌شمار می‌رود. عزتی در دانشگاه سوره فارغ‌التحصیل شد و کار حرفه‌ای خود را در سال ۱۳۷۵ با تئاتر آغاز کرد. او در دههٔ ۱۳۸۰ با حضور در سریال‌های مهران مدیری از جمله قهوه تلخ (۱۳۹۱–۱۳۸۹) به‌عنوان بازیگر کمدی به شهرت رسید.
عزتی در چند فیلم پرفروش نظیر ماجرای نیمروز (۱۳۹۵)، اکسیدان (۱۳۹۵)، لاتاری (۱۳۹۶)، آینه بغل (۱۳۹۶) و هزارپا (۱۳۹۷) که تا مدتی رکورددار پرفروش‌ترین فیلم ایران بود، ایفای نقش کرد. در سال ۱۴۰۰، او در مجموعهٔ زخم کاری و فیلم مرد بازنده به کارگردانی محمدحسین مهدویان ظاهر شد. عزتی تمساح خونی (۱۴۰۲) را کارگردانی و در آن بازی کرد و برایش نامزد سیمرغ بلورین بهترین کارگردانی و  بهترین بازیگر مرد جشنواره فیلم فجر شد.

## زندگی
جواد عزتی در ۲۰ دی ۱۳۶۰ در تهران متولد شد، عزتی از دوران کودکی به سینما علاقه‌مند شد، به طوری که با اصرار او همراه برادرانش چندین بار فیلم گلنار را تماشا کرد تا این که تجربه تماشای گربه آوازه‌خوان با هنرنمایی کامبوزیا پرتوی، جرقه‌ای برای علاقه‌اش به هنر سینما شد. عزتی از چهره‌های کمدی کلاسیک مانند چارلی چاپلین، باستر کیتون و جری لوئیس تأثیر گرفت و علاقه‌اش به سینما را با تماشای فیلم‌های ویدئویی ادامه داد.
در دوران نوجوانی، عزتی فعالیت‌های هنری خود را با گروه‌های سرود و تئاتر مدرسه آغاز کرد. او به همراه چند نفر از دوستانش یک گروه تئاتر خیابانی تشکیل داد که با استقبال مخاطبان مواجه شد. او سپس تحصیلات خود را در رشته تئاتر در هنرستان سوره ادامه داد و بعدتر نیز در دانشگاه سوره این رشته را دنبال کرد.
عزتی از سال ۱۳۷۵ به صورت حرفه‌ای به اجرای تئاتر پرداخت که استعداد او نیز در یکی از این اجراها توسط سعید آقاخانی کشف شد و عزتی را برای بازی در سریال قصه‌های شبانه معرفی کرد. این سریال، اولین حضور تلویزیونی او در سال ۱۳۸۱ بود.
عزتی در سال ۱۳۸۵ با مه‌لقا باقری، ازدواج کرد و در همین سال به همراه همسر خود در سریال تلویزیونی باغ مظفر، نقش بازی کردند. همچنین در سریال‌های قهوه تلخ و دردسرهای عظیم ۲ و فیلم سینمایی آینه بغل نیز با همسرش مه‌لقا باقری هم‌بازی بودند.
در دهه ۱۳۸۰ الی ۱۳۹۰، جواد عزتی با حضور در سریال‌های تلویزیونی مختلفی از جمله کمربندها را ببندیم، بی‌مقدمه، باغ مظفر، گنج مظفر، مرد هزارچهره، قرارگاه مسکونی، مثل هیچ‌کس، لطفاً دور نزنیم، چاردیواری، سه دونگ، سه دونگ، قهوه تلخ و دست بالای دست به یکی از چهره‌های محبوب کمدی تبدیل شد. نقش «بابا اتی» در سریال قهوه تلخ از او یک شخصیت محبوب و دوست‌داشتنی ساخت،
در اواخر دهه ۱۳۹۰ و در اوایل دهه ۱۴۰۰، عزتی با بازی در فیلم‌هایی چون طلا و مس، آفریقا و کلاشینکف و با ایفای نقش در فیلم فرشته‌ها با هم می‌آیند که در آن نقش یک روحانی جوان و دوست‌داشتنی را بازی کرد، مورد تحسین منتقدان قرار گرفت.
در میانه‌های دهه ۱۴۰۰، نام جواد عزتی به عنوان یکی از بازیگران موفق سینما و تلویزیون تثبیت شد و با حضور در فیلم‌هایی همچون اکسیدان، ماجرای نیمروز، آینه بغل، هزارپا، تنگه ابوقریب و لاتاری به یکی از پرکارترین و موفق‌ترین بازیگران تبدیل شد. او با حضور در سریال دردسرهای عظیم با شخصیت «لطیف» نیز به یکی از چهره‌های ماندگار تلویزیونی تبدیل شد که برای بهترین بازیگر مرد تلویزیونی در پانزدهمین جشن حافظ نامزد دریافت جایزه شد. با استقبال بینندگان از این سریال، فصل دوم آن نیز ساخته و پخش شد.
در سال ۱۳۹۶ فیلم آینه بغل که جواد عزتی یکی از نقش‌های اصلی آن را بازی کرده است، با فروش یک میلیارد و دویست میلیون تومانی فقط در سه روز اول اکران، توانست رکورد فروش فیلم‌های پرفروش آن زمان را بشکند. علاوه‌براین، با رکورد فروش فیلم اکسیدان، جواد عزتی پرفروش‌ترین بازیگر ایرانی در سال ۱۳۹۶ و همچنین پول‌سازترین بازیگر ایرانی در سال ۱۳۹۷ شناخته شد.
همکاری‌های متعدد و موفقیت‌آمیز عزتی با محمدحسین مهدویان به سریال زخم کاری منجر شد که با شخصیت مالک مالکی، رکورد پرمخاطب‌ترین سریال شبکه نمایش خانگی در سال ۱۴۰۰ را به دست آورد. عزتی همچنان در حال ایفای نقش در فصل سوم این مجموعه است و به عنوان یکی از بازیگران برجسته و حرفه‌ای سینما و تلویزیون ایران شناخته می‌شود.
استعداد بازیگری ساعد سهیلی توسط جواد عزتی به عنوان بازیگردان، برای اولین بار کشف شد که با فیلم تلویزیونی «میان ماندن و رفتن» نخستین کار حرفه‌ای خود را به واسطهٔ جواد عزتی شروع کرد.
عزتی در سال ۱۴۰۲ فیلم کمدی تمساح خونی را کارگردانی کرد. این فیلم در چهل و دومین دوره جشنواره بین‌المللی فیلم فجر به نمایش درآمد و نامزد سیمرغ بلورین بهترین کارگردانی و بهترین بازیگر مرد جشنواره فیلم فجر شد. عزتی در نهایت سیمرغ بلورین بهترین کارگردان بخش نگاه نو جشنواره را دریافت کرد.

## جوایز و نامزدی‌ها
| سال  | مراسم                         | رده                              | اثر نامزد شده         | نتیجه    | منبع   |
| ---- | ----------------------------- | -------------------------------- | --------------------- | -------- | ------ |
| ۱۳۹۵ | جشنواره رنگین کمان چین        | بهترین بازیگر مرد کمدی           | زاپاس                 | نامزدشده | [ ۱۵ ] |
| ۱۳۹۵ | جشنواره چلسی آمریکا           | بهترین بازیگر مرد                | پارادایس              | برنده    | [ ۱۶ ] |
| ۱۳۹۵ | جشنواره فیلم فجر              | بهترین بازیگر نقش مکمل مرد       | ماجرای نیمروز         | نامزدشده | [ ۱۷ ] |
| ۱۳۹۷ | جشنواره فیلم فجر              | بهترین بازیگر نقش مکمل مرد       | ماجرای نیمروز: رد خون | نامزدشده | [ ۱۸ ] |
| ۱۳۹۸ | جشنواره فیلم فجر              | بهترین بازیگر نقش مکمل مرد       | آتابای                | نامزدشده | [ ۱۹ ] |
| ۱۳۹۴ | جشن حافظ                      | بهترین بازیگر مرد کمدی تلویزیونی | دردسرهای عظیم         | نامزدشده |        |
| ۱۳۹۵ | جشن حافظ                      | بهترین بازیگر مرد                | در مدت معلوم          | نامزدشده |        |
| ۱۳۹۶ | جشن حافظ                      | بهترین بازیگر مرد                | ماجرای نیمروز         | برنده    |        |
| ۱۳۹۷ | جشن حافظ                      | بهترین بازیگر مرد                | لاتاری                | نامزدشده |        |
| ۱۳۹۸ | جشن حافظ                      | بهترین بازیگر مرد                | هزارپا                | نامزدشده |        |
| ۱۳۹۹ | جشن حافظ                      | بهترین بازیگر مرد                | ماجرای نیمروز: رد خون | نامزدشده |        |
| ۱۳۹۶ | جشن خانه سینما                | بهترین بازیگر نقش مکمل مرد       | ماجرای نیمروز         | نامزدشده |        |
| ۱۳۹۷ | جشنواره بین‌المللی فیلم مقاومت | بهترین بازیگر مرد                | تنگه ابوقریب          | نامزدشده |        |
| ۱۳۹۷ | جشن انجمن منتقدان و نویسندگان | بهترین بازیگر مرد                | تنگه ابوقریب          | نامزدشده |        |
| ۱۳۹۸ | جشنواره بین‌المللی فیلم شهر    | بهترین بازیگر مرد                | ماجرای نیمروز: رد خون | نامزدشده |        |
| ۱۴۰۲ | جشنواره فیلم فجر              | بهترین کارگردانی اول             | تمساح خونی            | برنده    |        |